# Jean-Marie Sénia
Jean-Marie Sénia est un compositeur français de musique de film né en 1947 à Constantine (Algérie).

## Biographie
En 2006, il a notamment composé la musique du téléfilm pour France 2, Jeanne Poisson, marquise de Pompadour avec Hélène de Fougerolles et Vincent Pérez. En 2003, Jean-Marie Sénia a remporté le Grand Prix du Jury et Grand Prix du Public au Festival Musique et Cinéma de l'Yonne (Auxerre) pour Les Contes de l'horloge magique.
Il est également compositeur pour la scène (théâtre, chanson) et compte parmi les pionniers de l'accompagnement des films muets en improvisation à l'image

## Filmographie partielle

### Cinéma
- 1974 : Céline et Julie vont en bateau de Jacques Rivette
- 1975 : Histoire de Paul de René Féret
- 1976 : Jonas qui aura 25 ans en l'an 2000 d'Alain Tanner
- 1977 : Une Dionée de Michel Rodde
- 1978 : Aller Retour, (court métrage) de Monique Enckell
- 1978 : La Jument vapeur de Joyce Buñuel
- 1978 : Moi, une autre (court métrage) de Laurence Dailly
- 1978 : Horizonville d'Alain Klarer
- 1978 : Now d'Alain Stingers
- 1979 : La Guerre des polices de Robin Davis
- 1980 : Le Fou de mai de Philippe Defrance
- 1980 : Tendres Cousines de David Hamilton
- 1980 : L'Oiseau d'imaginaire (court métrage) de Pascal Fellous
- 1981 : L'Homme fragile de Claire Clouzot
- 1982 : Légitime Violence de Serge Leroy
- 1983 : Panique au montage, (court métrage) d'Olivier Esmein
- 1983 : L'Homme au chapeau de soie de Maud Linder
- 1983 : Lettre d'amour perdue de Robert Salis
- 1983 : Les Mots pour le dire de José Pinheiro
- 1984 : Ceux d'en-bas, (court métrage) de Stéphane Holmès
- 1984 : La Femme ivoire
- 1984 : La Boiteuse, (court métrage) de Patricia Mazuy
- 1985 : Swing Troubadour de Bruno Bayen
- 1985 : Rouge Baiser de Véra Belmont
- 1985 : Louise... l'insoumise de Charlotte Silvera
- 1985 : Les Lendemains qui chantent de Jacques Fansten
- 1986 : États d'âme de Jacques Fansten
- 1986 : Si t'as besoin de rien... fais-moi signe de Philippe Clair
- 1987 : Noce en Galilée de Michel Khleifi
- 1987 : La Brute de Claude Guillemot
- 1987 : Fuegos d'Alfredo Arias
- 1988 : Un amour à Paris de Merzak Allouache
- 1988 : Le Dernier rêve de Youssef de Michel Khleifi
- 1989 : La Barbare de Mireille Darc
- 1988 : Border Line de Danièle Dubroux
- 1988 : Mon ami le traître de José Giovanni
- 1989 : Papa est parti, maman aussi de Christine Lipinska
- 1989 : Swing Troubadour de Bruno Bayen
- 1990 : La Fracture du myocarde de Jacques Fansten
- 1990 : La Femme fardée de José Pinheiro
- 1991 : Milena de Vera Belmont
- 1991 : De Hollywood à Tamanrasset de Mahmoud Zemmouri
- 1992 : Une journée chez ma mère de Dominique Cheminal
- 1993 : L'Honneur de la Tribu de Mahmoud Zemmouri
- 1993 : Le Journal d'un Séducteur de Danièle Dubroux
- 1993 : L'Ordre du jour, de Michel Kleifhi
- 1993 : Roulez Jeunesse de Jacques Fansten
- 1993 : Montana Blues de Jean Pierre Bisson
- 1993 : Hoffman Hunger, de Léon de Winter
- 1994 : Elles n'oublient jamais, de Christopher Frank
- 1997 : C'est pour la bonne cause de Jacques Fansten
- 1998 : L'Examen de minuit de Danièle Dubroux
- 1999 : La Ville des prodiges de Mario Camus
- 2000 : Salsa de Joyce Buñuel
- 2001 : Adela d'Eduardo Mignogna
- 2001 : L'Engrenage de Frank Nicotra
- 2004 : Le Soleil assassiné d'Abdelkrim Bahloul
- 2009 : Le Voyage à Alger d'Abdelkrim Bahloul
- 2009 : Zindeeq, de Michel Kleifhi
- 2018 : Jennina, d'Abdelkrim Bahloul
- 2018 : Ben M'Hidi, de Bachir Derrais

### Télévision
- 1975 : La Dame des Dunes de Joyce Buñuel
- 1979 : Juste la Seine à traverser de Joyce Buñuel
- 1979 : Issue de secours de Joyce Buñuel
- 1979 : La Chaîne de Claude Santelli
- 1980 : Simon ou la royauté du vent de Paul Planchon
- 1981 : Le Révizor de Philippe Laïk
- 1982 : Le Voyage en paroles de Philippe Laïk
- 1982 : Croquignole de Jean Brard
- 1982 : Malesherbe Avocat du Roi d'Yves André Hubert
- 1982 : La Tribu des Vieux Enfants de Michel Favart
- 1982 : Le Veneur noir, série de Paul Planchon
- 1982 : Les Enfants du Printemps, trois épisodes, de Marco Pico
- 1982 : L’Épreuve, téléfilm de Claude Santelli
- 1982 : Incertain Leo ou l'Amour flou de Michel Favart
- 1982 : Dorothée danseuse de Cordes, série de Jacques Fansten et Michel Favart
- 1983 : Orphée, téléfilm de Claude Santelli
- 1983 : La Reverdie téléfilm de Philippe Condroyer (2 parties)
- 1983 : Un, deux, trois, soleil, téléfilm de Michel Favart
- 1984 : L'Année terrible de Claude Santelli
- 1984 : Raison perdue de Michel Favart
- 1984 : La Femme de sa vie de Michel Favart
- 1984 : La Dictée, série télévisée, 6 épisodes, de Jean-Pierre Marchand
- 1984 : Jacques Le Fataliste et son Maitre de Claude Santelli
- 1984 : Issue de secours de Joyce Buñuel
- 1984 : Les Timides Aventures d'un laveur de carreaux de Jean Brard
- 1985 : Les Prisonnières de Jean Louis Lorenzi
- 1985 : Pays de Caux Pays de quoi de Claude Santelli
- 1985 : L'Enfant de Claude Santelli
- 1985 : La Maison piège de Michel Favart
- 1985 : Les Enquêtes du commissaire Maigret, épisode Le Revolver de Maigret de Jean Brard
- 1985 : La Commune, de Claude Santelli
- 1985 : La Mule de Corbillard de Claude Vajda
- 1985 : L'Année terrible de Claude Santelli
- 1986 : La Dame des Dunes de Joyce Buñuel
- 1986 : Le Bord des larmes de Jacques Fansten
- 1986 : Aux champs de Hervé Baslé (L'Ami Maupassant)
- 1986 : Hautot Père et Fils (L'Ami Maupassant) de Jacques Tréfouël
- 1986 : Berthe de Claude Santelli (L'Ami Maupassant)
- 1986 : La Petite Roque de Claude Santelli (L'Ami Maupassant)
- 1986 : Domicile adoré de Philippe Condroyer
- 1986 : Le Parfait Amour de Jean Pierre Marchand
- 1987 : Fuegos d'Alfredo Arias
- 1987 : Carte de Presse, série télévisée de Michel Favart
- 1987 : La Comète de Claude Santelli
- 1987 : Souris noire (série télévisée) de Michel Favart et Jacques Fansten
- 1987 : La Louve (série noire) de José Giovanni
- 1987 : François Villon (Poetul Vagabond), en 3 parties, TV et cinéma, de Sergiu Nicolaescu
- 1987 : La Tricheuse de Joyce Buñuel
- 1988 : Liberté Libertés, 2 épisodes, de Jean Dominique de la Rochefoucauld
- 1988 : Le Mouchoir de Joseph de Jacques Fansten
- 1988 : Carmilla le cœur pétrifié de Paul Planchon
- 1988 : Un Modèle du Genre (Les cinq dernières minutes) de Gilles Combet
- 1988 : Cinéma, série télévisée de 4 épisodes de Philippe Lefèbvre
- 1988 : La louve, de José Giovanni
- 1989 : L'Argent Flambé de Michel Favart, série Le Lyonnais
- 1989 : Charlie Chaplin 100 years (Our Charlie), de Simon Hartog
- 1989 : La Photo de Paul de Michel Favart
- 1989 : Condorcet de Michel Soutter
- 1989 : Mémoire d'Amour de François Luciani
- 1989 : Les Amants du Lac de Joyce Buñuel
- 1989 : Les Sirènes de Minuit de Philippe Lefèbvre
- 1989 : La Reine du Fleuve (série Le Lyonnais) de Michel Favart
- 1989 : La Vallée des Espoirs, série 6 épisodes de Jean-Pierre Marchand
- 1989 : L'Honneur de la Tribu de Mahmoud Zemmouri
- 1989 : Les Noces de Plomb de Pierre Grimblat
- 1989 : L'Argent Flambé (série Le Lyonnais) de Michel Favart
- 1990 : Ericka, mon amour (Héritage oblige) de Maurice Frydland (série télévisée)
- 1990 : L'Homme au double visage de Claude Guillemot (téléfilm)
- 1990 : Le Cirque Grüss (documentaire) de Claude Santelli
- 1990 : Ennemonde, téléfilm de Claude Santelli avec Jeanne Moreau
- 1990 : L'Amateur de Frisson (série Cadavres exquis Patricia Highsmith), de Roger Andrieux
- 1990 : La Fracture du Myocarde de Jacques Fansten
- 1990 : Le Voyage à Florence
- 1990 : Vidéo Meurtres, série Le Lyonnais de Michel Favart, avec Bernard Freyd
- 1990 : Les Amants du Lac de Joyce Buñuel
- 1990 : Le Chemin de Glace (court métrage) de Jean-Jacques Kahn
- 1990 : L'Homme au double visage, de Claude Guillemot
- 1990 : Duo (Colette) de Claude Santelli
- 1990 : Le Blé en herbe (Colette) de Serge Meynard
- 1990 : Notre Juliette de François Luciani
- 1990 : Autour du Théâtre Antoine (documentaire) de Claude Santelli
- 1990 : La Fracture du Myocarde, de Jacques Fansten
- 1990 : Jeux Dangereux de Philippe Lefèbvre
- 1990 : Julie de Carnheilan (série Colette) de Christopher Franck
- 1990 : Témoin en Péril de Philippe Lefèbvre
- 1990 : Cantique de Pierres de Michel Khleifi
- 1990 : Une affaire d'État de Jean Marbœuf
- 1990 : Mémoire de porcelaine (série Héritage oblige) de Maurice Frydland
- 1990 : Les Enfants de Lascaux de Maurice Bugnot
- 1991 : Le Roi Mystère, série télévisée de 4 épisodes de Paul Planchon
- 1991 : Milena, de Vera Belmont
- 1991 : Le Stagiaire de Jacques Rouffio
- 1991 : Léon Morin prêtre de Pierre Boutron
- 1991 : Un été Alsacien de Maurice Frydland
- 1991 : Le Compagnon secret, téléfilm de Philippe Condroyer
- 1991 : De Hollywood à Tamanrasset, de Mahmoud Zemmouri
- 1991 : Une Mer Bleue de sang (Les cinq dernières minutes) de Maurice Frydland
- 1991 : Simon mène l'Enquête de Philippe Lefèbvre
- 1991 : Le Dernier lien de Joyce Buñuel
- 1991 : Marie Curie, une femme honorable (3 parties) de Michel Boisrond
- 1992 : Légende de François Luciani
- 1992 : Les Enfants du Diable, de Claude Gaignaire
- 1992 : Borderline, de Danièle Dubroux
- 1992 : Les Grandes décisions, série
- 1992 : Les Merisiers de Pierre Lary
- 1992 : Mademoiselle Fifi de Claude Santelli
- 1992 : Jour et nuit (L'Amour assassin) d'Elisabeth Rappeneau
- 1992 : Une Journée chez ma mère, de Dominique Cheminal
- 1992 : Une Famille formidable de Joël Santoni (3 épisodes, Les Parents disjonctent, Des Vacances orageuses, Des Jours ça rit des jours ça pleure)
- 1992 : Taxi Girl de Jean Dominique de la Rochefoucault
- 1992 : L'Ami Giono (Ennemonde) de Claude Santelli
- 1992 : L'Ordre du Jour de Michel Khleifi
- 1992 : Séparément Votre de Michel Boisrond
- 1993 : Le Miel Amer de Maurice Frydland
- 1993 : Pris au piège de Michel Favart
- 1993 : Amour Fou de Roger Vadim
- 1993 : Tu m'avais promis (série L'Instit) de Michel Favart
- 1993 : L'Homme de la maison de Pierre Lary
- 1993 : Roulez jeunesse, de Jacques Fansten
- 1993 : Dose mortelle de Joyce Buñuel
- 1993 : Marion du Faouet (2 épisodes), de Michel Favart
- 1993 : Le Manège de Pauline de Pierre Lary
- 1993 : Scaramouche de Jean-Jacques Kahn
- 1993 : Le Faux nez (Les cinq dernières minutes) de Jean Dominique de la Rochefoucauld
- 1993 : L'Honneur de la tribu de Mahmoud Zemmouri
- 1993 : Hoffman's Hunger de Léon de Winter
- 1994 : Des Enfants dans les arbres de Pierre Boutron
- 1994 : Saisie noire (Les Cinq dernières minutes) d'Alain Wermus
- 1994 : Montana Blue, de Jean-Pierre Bissock
- 1994 : Une Femme dans la tourmente de Serge Moati
- 1994 : Fin de bail de Jean-Jacques Kahn
- 1994 : Le Trajet de la foudre de Jacques Bourton (série Le charme brumeux du crime)
- 1994 : Samson le magnifique d'Étienne Périer
- 1994 : Assédiquement votre de Maurice Frydland
- 1994 : Trois petits meurtres et puis s'en vont d'Alain Wermus (série Le Charme brumeux du crime)
- 1994 : Le Monsieur de chez Maxim's de Claude Vajda
- 1994 : La Muse de Bruxelles de Maurice Frydland
- 1995 : Deuil à Cognac de Jean-Jacques Kahn
- 1995 : Les Terres Gelées de Maurice Frydland
- 1995 : Le Localier de Christophe Andrei
- 1995 : Montana Blues, de Jean-Pierre Bisson
- 1995 : SOS disparus, série télévisée
- 1995 : Une Page d'Amour de Serge Moati
- 1995 : Les Vacances de l'inspecteur Lester d'Alain Wermus
- 1995 : Tendre piège de Serge Moati
- 1995 : L'Amour aveugle de Michaela Watteaux
- 1995 : La Nouvelle tribu de Roger Vadim
- 1995 : La Madonne de Lisbonne de Maurice Frydland
- 1996 : La Comète de Claude Santelli
- 1996 : Crime à l'Altimètre de José Giovanni
- 1996 : Flairs ennemis de Robin Davis
- 1996 : Maryline (série La Mondaine), téléfilm de Parco Pico
- 1996 : L'Etoile d'Anvers de Marco Pico
- 1996 : La Nouvelle Tribu de Roger Vadim
- 1996 : Alcibiade, série en 5 épisodes de Gilles Nadeau
- 1996 : Mon père avait raison de Roger Vadim
- 1996 : Les Alsaciens ou les deux Mathide, en 3 épisodes de Michel Favart
- 1996 : Le Président et la garde barrière de Jean Dominique de la Rochefoucauld
- 1996 : Le Conte des 3 diamants perdus, de Michel Khleifi
- 1996 : Marion Du Faouët, 2 parties de Michel Favart
- 1996 : Un coup de baguette magique de Roger Vadim
- 1996 : Le Journal du séducteur, de Danièle Dubroux
- 1996 : Quand j'étais petit de Daniel Janneau
- 1996 : Le Dernier des Pélicans, de Marco Pico
- 1996 : Sapho de Serge Moati
- 1996 : Un été à la Goulette, de Ferid Boghedir
- 1996 : C'est pour la bonne cause, de Jacques Fansten
- 1997 : L'Empire du Taureau de Maurice Frydland
- 1997 : Un mois de réflexion de Serge Moati
- 1997 : Pour l'Amour d'Elena de Maurice Frydland
- 1997 : Luis et Margot, moyen métrage de Chantal Richard
- 1997 : La Femme d'un seul homme de Robin Renucci
- 1997 : Le Policier de Tanger (Tangier Cop) de Stephen Whittaker
- 1997 : La Femme du Pêcheur de Dominique Cheminal
- 1997 : Parfum de famille de Serge Moati
- 1997 : Les Terres Gelées de Maurice Frydland
- 1997 : Les Parents modèles de Jacques Fansten
- 1997 : Salut l'angoisse de Maurice Frydland
- 1998 : La Femme du veuf de Michel Favart
- 1998 : Frères et flics, série 6 épisodes, Bruno Gantillon
- 1998 : Les Rives du Paradis de Robin Davis
- 1998 : Les Moissons de l'océan, série télévisée de Francois Luciani
- 1998 : Maison de famille de Serge Moati
- 1998 : D'Or et de safran de Marco Pico
- 1998 : L'Examen de minuit de Danièle Dubroux
- 1998 : Tang le onzième, de Dai Sijie
- 1998 : Luis et Margot, (court métrage) de Chantal Richard
- 1999 : La Bascule de Marco Pico
- 1999 : Un Homme à la maison de Michel Favart
- 1999 : Cavalcade de Daniel Janneau
- 1999 : Les Complices de Serge Moati
- 1999 : Un Été indien de Tadhé Piatzecki
- 1999 : Jamais sans toi de Daniel Janneau
- 1999 : La Crèche de Philippe Martineau
- 1999 : Le Cocu magnifique de Pierre Boutron
- 1999 : Coup de Lune (Simenon) d'Eduardo Mignogna
- 1999 : La Ville des prodiges, de Mario Camus
- 1999 : Les Enfants du printemps (série en 3 épisodes) de Marco Pico
- 2000 : Mémoire en fuite de François Marthouret
- 2000 : Le Don fait à Catchaires de William Gotesman
- 2000 : Le Phénomène El Juli, de Emilio Maillé
- 2000 : Salsa, de Joyce Buñuel
- 2000 : Les Grandes séductrices, série de 32 épisodes de Gilles Nadeau
- 2000 : Anibal de Pierre Boutron
- 2001 : La Croix du faux de Michel Favart
- 2001 : Salut la vie de Daniel Janneau
- 2001 : L'Algérie des chimères, en 2 parties de François Luciani
- 2001 : Le Voyage du père de Daniel Janneau
- 2001 : Roger et Fred de Joyce Buñuel
- 2002 : On ne choisit pas sa famille de François Luciani
- 2002 : Leclerc un rêve d'Indochine (Neige d'Indochine), de Marco Pico
- 2002 : Les Rebelles de Moissac de Jean-Jacques Kahn
- 2002 : La Torpille de Luc Boland
- 2003 : La Vie érotique de la Grenouille, de Bertrand Arthuys
- 2003 : Le Voyage de la Grande Duchesse de Joyce Buñuel
- 2003 : Pierre et Farid, de Michel Favart
- 2003 : Les Filles personne s'en méfie, de Charlotte Silvera
- 2003 : La Faux de Jean Dominique de la Rochefoucauld
- 2003 : Amour aveugle de Michaela Watteaux
- 2003 : L'Adieu /Zone interdite, série de François Luciani
- 2003 : Les Enfants de Charlotte de François Luciani
- 2003 : Pierre et Jean de Daniel Janneau
- 2003 : Le Labyrinthe (série télévisée Le Compagnon) de Maurice Frydland
- 2003 : Les Contes de l'horloge magique de Ladislas Staréwitch
- 2003 : Nina Star de Ladislas Staréwitch
- 2004 : Le Soleil assassiné, d'Abdelkrim Bahloul
- 2004 : L'homme qui venait d'ailleurs de François Luciani
- 2005 : Une Vie en retour de Daniel Janneau
- 2005 : Le Frangin d'Amérique de Jacques Fansten
- 2005 : Rosalie s'en va de Jean Dominique de la Rochefoucault
- 2005 : Dalida, en 2 parties de Joyce Buñuel
- 2006 : Le Serment de Mado, téléfilm de François Luciani
- 2006 : Les Mariées de l'Isle Bourbon série télévisée (2 parties) d'Euzhan Palcy
- 2006 : Rabelais le prince des altérés de Jean Dominique de La Rochefoucault
- 2006 : Jeanne Poisson marquise de Pompadour, en deux parties de Robin Davis
- 2006 : Le Procès de Bobigny de François Luciani
- 2007 : Les Zygs, série de Jacques Fansten
- 2007 : La Crèche, série de 6 épisodes de Jacques Fansten
- 2008 : Marie et Madeleine, téléfilm de Joyce Buñuel
- 2008 : Comme un jeu d'Enfant, téléfilm de Daniel Janneau
- 2008 : Inéluctable de François Luciani
- 2009 : Commissaire Meyer de Michel Favart
- 2009 : Le Temps est à l'Orage de Joyce Buñuel
- 2009 : La Passion selon Didier, de Lorenzo Gabriele
- 2009 : Des Gens qui passent d'Alain Nahum
- 2009 : Marie et Madeleine de Joyce Buñuel
- 2009 : Zindeeq, de Michel Khleifi
- 2009 : Un Homme à la maison de Michel Favart
- 2010 : Les Diamants de la victoire de Vincent Monnet
- 2011 : Bas les cœurs, téléfilm de Robin Davis
- 2011 : Le Vernis craque, en 2 parties (Renoir et Toulouse Lautrec) de Daniel Janneau
- 2011 : Quel que soit le songe, documentaire d'Anne Imbert
- 2011 : Pourquoi personne me croit ? de Jacques Fansten
- 2012 : Le Cinéma de Max Linder
- 2012 : La Femme cachée de Michel Favart
- 2012 : Le Baiser de la France, documentaire de Michel Favart
- 2012 : Le Sang de la vigne (Question d'eau de vie ou de mort), épisode 5
- 2013 : Dommages collatéraux de Michel Favart
- 2013 : Le Sang de la Vigne, Noces d'Or à Sauterne, épisode 6
- 2014 : Le Sang de la Vigne, Boire et déboires en Val de Loire, épisode 7
- 2013 : Dommages collatéraux de Michel Favart
- 2014 : La Clef des champs de Van Effenterre
- 2014 : Le Sang de la Vigne / Les Veuves Soyeuses, épisode 8
- 2014 : Le Sang de la Vigne / Du Raffut à la Saint Vincent, épisode 9
- 2015 : Après la Guerre, l'Alsace-Moselle, c'est la France !, documentaire de Michel Favart
- 2015 : Le Sang de la Vigne, épisode 10 Cauchemar en Côtes de Nuit
- 2015 : Le Sang de la Vigne, épisode 11 Vengeance tardives en Alsace
- 2015 : Le Sang de la Vigne, épisode 12 Les Mystères du vin jaune
- 2015 : Le Sang de la Vigne, épisode 13 Massacre à la sulfateuse
- 2015 : Le Sang de la Vigne, épisode 14 Coup de Tonnerre dans les Corbières
- 2015 : Le Sang de la Vigne, épisode 15 Chaos dans le vin noir
- 2015 : Le Sang de la Vigne, épisode 16 Un Coup de rosé bien frappé
- 2015 : Le Sang de la Vigne, épisode 17 Médoc sur ordonnance de René Manzor
- 2015 : Le Sang de la Vigne, épisode 18 Pour qui sonne l'Angélus de René Manzor
- 2015 : Le Sans de la Vigne, épisode 19 Tirez-pas sur le caviste d'Aruna Villiers
- 2016 : Le Sang de la Vigne, épisode 20 Retour à Nantes de Klaus Biedermann
- 2016 : Le Sang de la Vigne, épisode 21 Le Vin nouveau n'arrivera pas de Franck Mancuso
- 2016 : Le Sang de la Vigne, épisode 22 Crise aigüe dans les Graves de Marc Rivière
- 2017 : Stand Up, (court-métrage) de Dominique Fischbach
- 2018 : Meurtre à...Colmar de Klaus Biedermann

## Théâtre
- 1971 : Playa Giron 61 : mise en scène Robert Gironès (Théâtre national de Strasbourg), Festival d'Avignon
- 1971 : La Nuit des visiteurs et la tour de Peter Weiss, mise en scène de Pierre Etienne Heyman (Théâtre des Drapiers Strasbourg)
- 1972 : Saint Nicolas mon bon patron, mise en scène de Pierre Etienne Heyman (Festival d'Avignon Chapelle des Pénitents blancs)
- 1973 : Pourquoi pas Brecht, mise en scène d'Alain Mergnat
- 1973 : La Persécution et l'assassinat de Marat-Sade (Peter Weiss), mise en scène de Pierre Etienne Heyman (Théâtre Mobile Grenoble)
- 1974 : Tambour dans la nuit, mise en scène de Robert Gironès (Théâtre Mécanique Paris)
- 1974 : Guerres d'Amour, mise en scène d'Alain Mergnat
- 1974 : Pacific Chili, mise en scène de Pierre Etienne Heyman (décors Cueco)
- 1975 : Le Règne Blanc de Denis Guénoun, mise en scène Robert Gironès (Théâtre de la Cité internationale)
- 1975 : Doit-on le dire ? de Labiche, mise en scène d'Alain Mergnat
- 1975 : Les Bonnes de Jean Genet, mise en scène d'Alain Mergnat
- 1975 : La Maison du miroir, mise en scène de J-P Chazalon (Théâtre du Tournemire Lyon)
- 1975 : Tom Paine, mise en scène de Kepa Amuchastegui (Théâtre National de Strasbourg)
- 1975 : Pour un dollar d'opéra, mise en scène d'André Steiger, Centre Dramatique de Vidy (Suisse)
- 1976 : Sept voies sans issue, mise en scène de Gaston Jung (Theâtre des Drapiers), Strasbourg
- 1976 : La Bonne Âme de Tse Chouan de B. Brecht, mise en scène d'Alain Mergnat
- 1976 : Le Retour de Bertholt Brecht, mise en scène d'Alain Mergnat
- 1976 : Parcours sensible, texte et mise en scène de Bruno Bayen (Grenier de Toulouse)
- 1977 : La Dernière décade de Ginsberg, mise en scène d'Alain Mergnat
- 1977 : L'Auberge espagnole, mise en scène de Michel Humbert
- 1977 : Lux in Tenebris de Brecht, mise en scène de Pierre Etienne Heyman (La Rose des Vents), Lille
- 1977 : Marianne attend le mariage, mise en scène de Jean-Paul Wenzel (Théâtre National de Strasbourg), création au Centre Pompidou
- 1978 : Dimanche de Michel Deutsch, mise en scène d'Alain Mergnat
- 1979 : La Nuit juste avant les forêts, mise en scène de Bernard Marie Koltès, Strasbourg (drapiers)
- 1979 : Les Incertains, mise en scène de Jean-Paul Wenzel (Petit Odéon Théâtre de l'Europe)
- 1979 : La Reine des neiges d'Hans Christian Andersen, mise en scène de Jacques Ansan et Claude Santelli
- 1979 : Allons-en-Femme, de Brigitte Pillot
- 1980 : A la renverse, mise en scène de Jacques Lassalle (Théâtre de Chaillot)
- 1980 : Jean Bête à la foire, mise en scène de Roseline Lefèvre
- 1980 : Comme des Bêtes autour de la Fontaine, mise en scène d'Alain Mergnat (Parvis St Jean Dijon)
- 1980 : Un Dimanche indécis dans la vie d'Anna, mise en scène de Jacques Lassalle (Théâtre National de Chaillot)
- 1980 : La Locandiera, comédie-française , mise en scène de Jacques Lassalle
- 1980 : Doit on le dire de Labiche (2e version), mise en scène d'Alain Mergnat
- 1980 : L'Escargot de Guy Foissy, mise en scène d'Alain Mergnat
- 1981 : La Tragédie du Vengeur, mise en scène d'Alain Mergnat (Nouveau Théâtre de Bourgogne)
- 1981 : La Critique du voyage, mise en scène de Bruno Bayen (Bobigny)
- 1982 : Délivrez-nous d'O Neill, mise en scène de Jean-Pierre Bisson (Grenier de Toulouse)
- 1982 : La Mort de Danton, mise en scène de Hervé Loichmol (Comédie de Genève)
- 1983 : Life is Short de Jean-Pierre Bisson, mise en scène de Jean Pierre Bisson (Grenier de Toulouse) et ballet de Dennis Wayne
- 1983 : Les estivants, mise en scène de Jacques Lassalle (Comédie Française)
- 1983 : Roméo et Juliette, mise en scène Jean Vincent Brisa Festival de Vizille
- 1983 : Diderot à Petersbourg, mise en scène de Max Denes, Théâtre de la Commune d'Aubervilliers
- 1985 : Quatuor de Philippe Minyana, mise en scène de Robert Cantarella
- 1985 : Olympe dort et La Donna, de Constance Delaunay, mise en scène de Claude Santelli (Petit Odeon)
- 1986 : Le Barbier de Séville, mise en scène de Martine Paschoud, Théâtre de Poche (Genève)
- 1986 : La Tour de Nesle, mise en scène Claude Santelli, Carré Torrigny
- 1986 : Le Chapeau de paille d'Italie, Comédie Française , mise en scène de Bruno Bayen
- 1987 : Genousie de René de Obaldia, Théâtre de l'Odéon, mise en scène de Claude Santelli
- 1987 : Maison de Poupée d'Ibsen, mise en scène de Claude Santelli (Théâtre de la Commune)
- 1987 : Un Faust Irlandais, mise en scène de Jean-Paul Lucet (Théâtre des Célestins Lyon)
- 1988 : Cami, drames de la vie courante, mise en scène de Philippe Adrien (Théâtre de la Tempête)
- 1989 : Sit Venia Verbo, mise en scène Michel Deutsch et Lacoue Labarthes (Théâtre National de la Colline Paris)
- 1986 : Le Barbier de Séville Comédie Française, mise en scène de Jean Luc Boutté
- 1990 : Roméo et Juliette, mise en scène de Jean Vincent Brisa, Festival de Vizille
- 1990 : Le Roi Lear, mise en scène d'Alain Mergnat (Nouveau Théâtre de Bourgogne)
- 1991 : Vu du siècle, mise en scène d'Alain Mergnat (Nouveau Théâtre de Bourgogne), texte  Jacques Lacarrière
- 1992 : Chantecler, Théâtre des Célestins, Lyon, mise en scène de Jean-Paul Lucet, Théâtre de Fourvière
- 1995 : Gang de Philippe Minyana, mise en scène de Jean-Vincent Brisa (Grenoble)
- 1994 : Kvetch, mise en scène de Jean-Vincent Brisa (Grenoble)
- 1994 : En Manche de chemise de Labiche, mise en scène de Jean-Vincent Brisa (Grenoble)
- 1994 : Prométhée enchainé, mise en scène de Jean-Vincent Brisa (Grenoble)
- 1994 : Lucrèce Borgia, Comédie Française, mise en scène de Jean-Luc Boutté
- 1981 : La Critique du voyage, mise en scène de Bruno Bayen
- 1982 : La Mort de Danton, mise en scène d'Hervé Loichemol (Comédie de Genève)
- 1983 : Les estivants, Comédie Française, mise en scène de Jacques Lassalle
- 1985 : Britanicus, mise en scène de Claude Santelli, Festival de Vaison La Romaine
- 1987 : La Tempête, Palais des Papes d'Avignon, mise en scène d'Alfredo Arias
- 1987 : Genousie de René de Obaldia, mise en scène de Claude Santelli, Théatre National de L'Odéon
- 1987 : Les Rideaux de Constance Delaunay, mise en scène de Claude Santelli (Petit Odéon)
- 1987 : La Ronde, mise en scène d'Alfredo Arias (Thêâtre national de L'Odéon)
- 1989 : Sit Venia Verbo de Michel Deutsch (Théâtre de la Colline)
- 1989 : Trilogie des Coûfontaine de Claudel (L'Otage, Le pain dur, Le Père humilié), mise en scène de Jean-Paul Lucet (Théâtre des Célestins Lyon)
- 1989 : Le Chapeau de paille d'Italie, mise en scène de Jean-Paul Lucet (Théâtre des Célestins Lyon)
- 1991 : Le Roi Pêcheur, mise en scène de Jean-Paul Lucet (Théâtre des Célestins Lyon)
- 1991 : Vu du siècle, mise en scène d'Alain Mergnat (Nouveau Théâtre de Bourgogne (Jacques Lacarrière, décor Cueco)
- 1991 : Loire, mise en scène de Jean-Paul Lucet, pièce de Obey (Théâtre des Célestins Lyon)
- 1992 : Le Barbier de Séville (reprise de la partition de la Comédie Française), mise en scène de Bernard Dubroux (Théâtre national de Belgique, Théâtre de la PLace, Théâtre national de Belgique Namur
- 1992 : Chantecler, mise en scène de Jean-Paul Lucet, Les Nuits de Fourvière, Théâtre des Célestins Lyon
- 1992 : Schliemann épisodes ignorés de Bruno Bayen, mise en scène de Bruno Bayen (Théâtre National de Chaillot)
- 1993 : L'Impromptu de Versailles / Les Précieuses Ridicules, mise en scène de Jean-Luc Boutté (Comédie Française)
- 1993 : La Nuit de Michel Ange, mise en scène de Jean-Paul Lucet (Théâtre des Célestins Lyon)
- 1995 : Blanche Neige de Robert Walser, mise en scène de Martine Paschoud, Théâtre de Poche (Genève)
- 1995 : Gang de Minyana, mise en scène de Jean-Vincent Brisa (Grenoble)
- 1997 : En attendant Molière, mise en scène de Jean-Paul Zehnacker (Tréteaux de France)
- 1997 : Le Malentendu, mise en scène de José Giovani, Théâtre du Carrouges (Genève)
- 1999 : Le Roi Pêcheur, mise en scène de Jean-Paul Lucet, Théâtre des Célestins Lyon
- 1999 : La Peau trop fine, mise en scène de Marco Bisson, Théâtre national de Chaillot
- 2000 : Brecht ici et maintenant de Hanna Schygulla (accompagnement piano et musique de Senia), Théâtre Manzoni Milan
- 2001 : La Jeune fille et l'enfant de Marguerite Duras, mise en scène de Garance
- 2002 : Pierrette pan, mise en scène de Jean-Michel Maman, Théâtre du Paradis
- 2003 : Le Boa Cantor, opérette de Jean-Marie Senia et Hubert Nyssen (mise en scène Jean Michel Maman)
- 2006 : La Mouette, mise en scène de Philippe Adrien (Théâtre de la Tempête)
- 2006 : L'Ecclésiaste, mise en scène de Philippe Adrien (Théâtre de la Tempête) avec Jean O'Cottrel
- 2006 : Désirs Amoureux, texte et mise en scène de Geneviève de Kermabon (Théâtre de la Tempête)
- 2009 : L'Avare, Comédie Française, mise en scène par Catherine Hiegel
- 2009 : Le Suicidé (Théâtre 13), mise en scène Volodia Serre
- 2010 : David et Edward (Théâtre de l'Œuvre), mise en scène par Marcel Bluwal
- 2010 : Sous ma peau, mise en scène de Geneviève de Kermabon (Festival Avignon, Lucernaire)
- 2010 : Van Gogh autoportrait, mise en scène de Jean O'Cottrel (Lucenaire, Paris)
- 2011 : La mort d'un commis voyageur, mise en scène de Claudia Stavisky, Théâtre des Célestins Lyon
- 2012 : Sous ma peau (Manège du plaisir), texte et mise en scène de Geneviève de Kermabon (Théâtre du Lucernaire, Festival Avignon)
- 2012 : La Jeune fille et la mort, mise en scène de Christopher Stewart, Festival d'Avignon
- 2012 : Caligula, mise en scène de Stéphane Olivié Bisson
- 2015 : Rufus est un fanfaron, musiques pour le spectacle de Rufus, chansons avec Rufus
- 2017 : Le Fantôme et Mrs Muyr, Festival d'Avignon, mise en scène de Michel Favart

## Ouvrages
- Le Boa Cantor d'Hubert Nyssen (cd Actes Sud Junior) 2002
- La petite souris et le Grand Lama (cd Actes Sud Junior) 2002
- Et le chien devint l'ennemi du chat (cd Actes Sud Junior) 2002
- Le Lièvre et le crocodile (cd Actes Sud Junior)
- L'Histoire du papillon qui faillit bien être épinglé de Hubert Nyssen (Actes Sud Junior) (avec Hubert Nyssen)
- Mon Roman de Renart de Xavier Kawa-Topor cd Actes Sud Junior (2004) avec Rufus
- La Sensible de Daniel Janneau (cd Actes Sud Junior) avec André Dussollier